# Philippinocorynus
Philippinocorynus es un género de coleópteros curculionoideos de la familia Attelabidae. Habita en Filipinas. Legalov describió el género en 2003. Esta es la lista de especies que lo componen:
- Philippinocorynus mindanaoensis Legalov, 2007
- Philippinocorynus bugoensis Legalov, 2007
- Philippinocorynus pallidipes Voss, 1922
- Philippinocorynus philippinensis Legalov, 2007
- Philippinocorynus sejunctus Legalov, 2007
- Philippinocorynus vossi Legalov, 2007